# You Are Here
You Are Here — семнадцатый студийный альбом британской рок-группы UFO, выпущенный в 2004 году.
В январе 2003 года гитарист Михаэль Шенкер покинул UFO. 18 июля 2003 года было объявлено, что новым гитаристом группы станет Винни Мур. Ударника Эйнсли Данбара заменил Джейсон Бонэм; также в группу вернулся гитарист и клавишник Пол Рэймонд. Таким обновленным составом и был записан альбом.
Этот альбом стал первым альбомом UFO записанном в Area 51 Studios с продюсером Томми Ньютоном.

## Список композиций
Авторы всех песен Фил Могг и Винни Мур, если не указано иное.
| №                   | Название                     | Автор(ы)                              | Длительность |
| ------------------- | ---------------------------- | ------------------------------------- | ------------ |
| 1.                  | «When Daylight Goes to Town» |                                       | 4:33         |
| 2.                  | «Black Cold Coffee»          |                                       | 3:20         |
| 3.                  | «The Wild One»               |                                       | 5:39         |
| 4.                  | «Give It Up»                 | Могг, Мур, Пит Уэй                    | 4:25         |
| 5.                  | «Call Me»                    |                                       | 4:03         |
| 6.                  | «Slipping Away»              |                                       | 4:56         |
| 7.                  | «The Spark That Is Us»       | Могг, Мур, Джейсон Бонэм, Пол Рэймонд | 4:11         |
| 8.                  | «Sympathy»                   | Рэймонд                               | 3:48         |
| 9.                  | «Mr. Freeze»                 |                                       | 4:43         |
| 10.                 | «Jello Man»                  |                                       | 4:13         |
| 11.                 | «Baby Blue»                  |                                       | 4:31         |
| 12.                 | «Swallow»                    | Могг, Мур, Бонэм                      | 4:30         |
| Общая длительность: | Общая длительность:          | Общая длительность:                   | 52:52        |

## Участники записи
- Фил Могг — вокал
- Винни Мур — соло-гитара
- Пол Рэймонд — клавишные, ритм-гитара
- Пит Уэй — бас-гитара
- Джейсон Бонэм — ударные, бэк-вокал
- Томми Ньютон — продюсер